# 増山正興

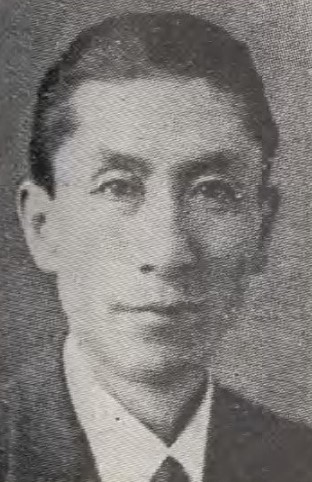
増山正興

増山 正興（ましやま / ますやま まさおき、1891年〈明治24年〉12月12日 - 1939年〈昭和14年〉2月21日）は、明治から昭和期の宮内官、政治家、華族。貴族院子爵議員。旧姓・中川、旧名・興功。

## 経歴
男爵・中川興長の七男として生まれ、子爵・増山正治の養子となる。養父の隠居に伴い、1924年（大正13年）11月15日に子爵を襲爵した。
1919年（大正8年）7月、京都帝国大学法学部政治学科を卒業。
1901年（明治34年）侍従職出仕となる。以後、臨時帝室編修局書記、高松宮御用掛兼宮内省御用掛などを務めた。
1936年（昭和11年）1月18日、貴族院子爵議員補欠選挙で当選し、研究会に所属して活動し死去するまで在任した。

## 親族
- 妻：鋹子（しんこ、養父長女）[1]
- 長男：正信（子爵）[1]